# The Heart Line
The Heart Line er en amerikansk stumfilm fra 1921 af Frederick A. Thomson.

## Medvirkende
- Leah Baird som Fancy Gray
- Jerome Patrick som Francis Granthope
- Frederick Vroom som Oliver Payson
- Ruth Cummings som Clytie Payson
- Ivor McFadden som Dougal
- Philip Sleeman som Gay P. Summers
- Mrs. Charles Craig som Spoll
- Martin Best som Blanchard Cayley
- Ben Alexander